# حارة الشيخ (لبنان)
حارة الشيخ هي بلدية من قضاء المتن في محافظة جبل لبنان بالقرب من البوشرية.

## علم الآثار
يقع الموقع الأثري في حارة الشيخ شرق الطريق بين الدكوانة والجديدة على ارتفاع حوالي 50 مترًا (160 قدمًا) فوق سطح البحر على قمة تل مشجر. تم اكتشافه بواسطة بول بوفير لابيير وراؤول ديسكريبس الذي اقترح أنه قد يكون مكانًا للعبادة. تحتوي التله على عدة نتوءات من ألواح الحجر الرملي التي يُقترح أن تكون أساسًا للمبنى أو الحرم. وجود أساسات للمبنى على شكل أحجار كبيرة في الزوايا يرجح أنها من عصر ما قبل التاريخ. العينات التي تم جمعها من الموقع كانت تدل على أنها من العصر الحجري الحديث أو العصر النحاسي في شكل مختلط، وربما كانت مختلطة مع تلك الموجودة في موقع عين الشيخ المجاور. قام لورين كوبلاند وبيتر ويسكومب بتجميع بعض أدوات الصوان غير المصبوغة من موقع يقع إلى الغرب من الملحق الواقعة أعلى التل حيث تم العثور على كمية كبيرة من نفايات المصنع أيضاَ. جميع المواد التي جمعت موجودة في متحف ما قبل التاريخ اللبناني وتحمل علامة «عين الشيخ». كما تهيمن فيلا كبيرة على أرض تغطي جزء من التل.